# Marktplatz 8 (Weißenburg)

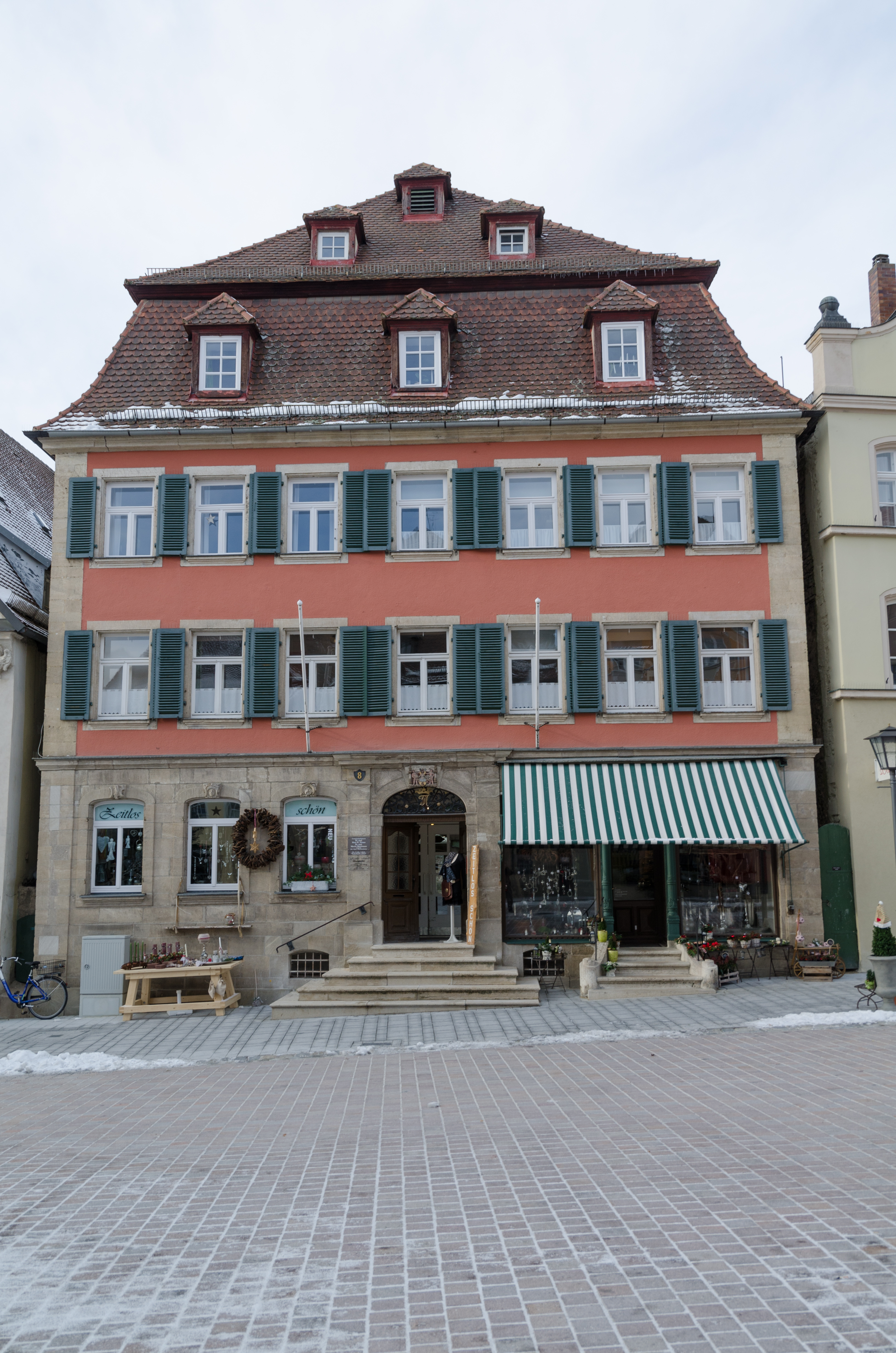
Das Haus Marktplatz 8 (2013)

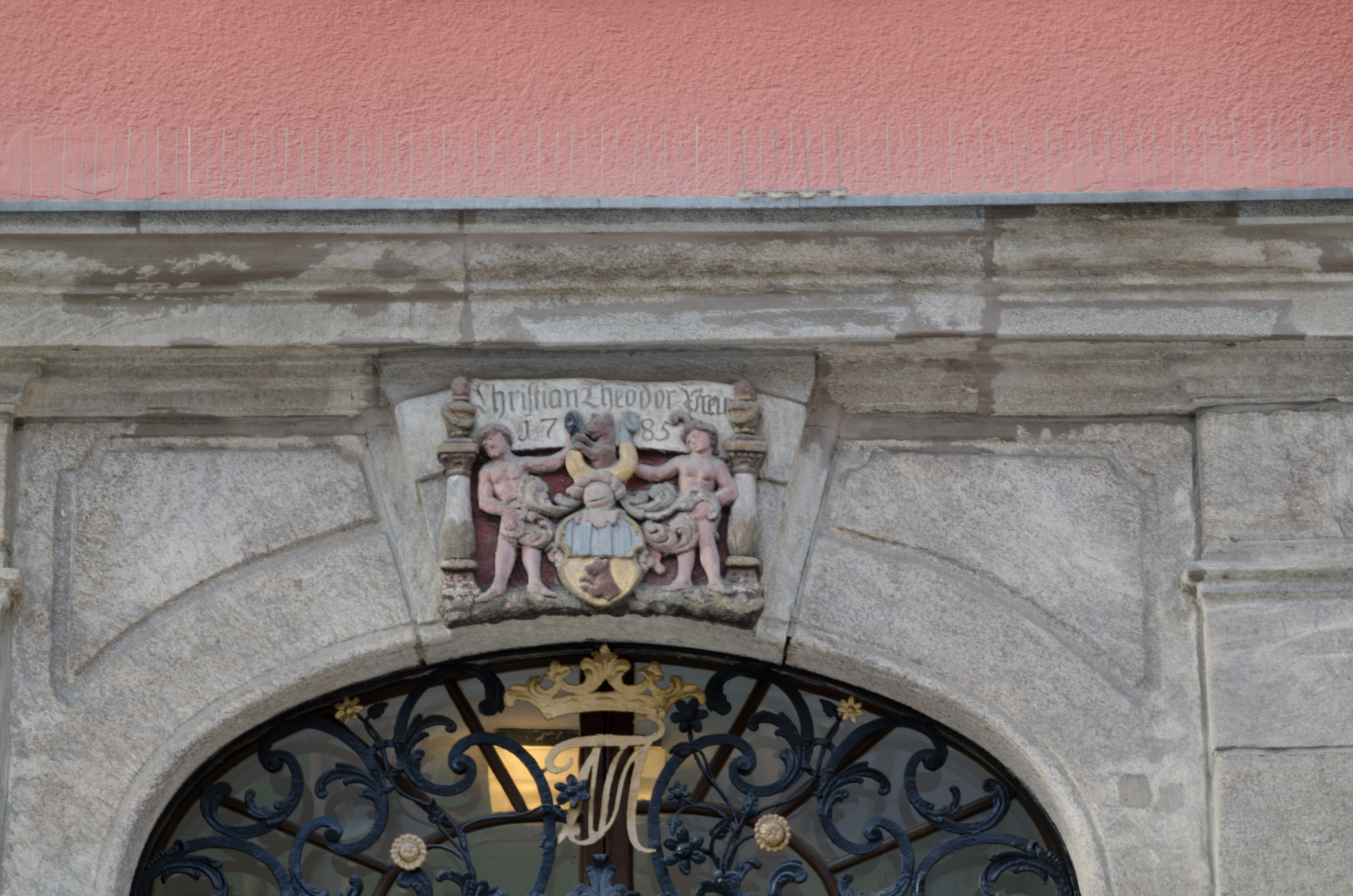
Wappen des Christian Theodor Preu über dem Hauptportal

Das Haus Marktplatz 8 ist ein Bürgerhaus in Weißenburg in Bayern, einer Großen Kreisstadt im mittelfränkischen Landkreis Weißenburg-Gunzenhausen. Das repräsentative Gebäude ist unter der Denkmalnummer D-5-77-177-265	 als Baudenkmal in die Bayerische Denkmalliste eingetragen.
Das Wohn- und Geschäftshaus steht innerhalb der denkmalgeschützten Altstadt an der Westseite des Weißenburger Marktplatzes  umrahmt von weiteren Baudenkmälern unweit des Alten Rathauses auf einer Höhe von 422 Metern über NHN.
Das Gebäude ist ein dreigeschossiger Mansardwalmdachbau mit Vortreppe und betontem Portal. Das Erdgeschoss weist natursteinsichtige Ecklisenen auf. Das Gebäude wurde 1785 errichtet und wurde 1893 umgebaut. Gegenwärtig befindet sich im Erdgeschoss ein Einzelhandelsgeschäft. Zum Anwesen gehört ein im Hinterhof liegender eingeschossiger Satteldachbau aus Bruchstein mit Fachwerk aus dem 18. Jahrhundert.